# Danh sách đĩa nhạc của Shinee
Danh sách đĩa nhạc của nhóm nhạc nam Hàn Quốc Shinee bao gồm 11 album phòng thu, 4 album trực tiếp, 9 album video, 5 mini-album (EP), 35 đĩa đơn và 40 video âm nhạc.

## Album

### Album phòng thu
| The Shinee World                                                                        | - Ngày phát hành: August 29, 2008 - Re-released (Amigo): October 29, 2008 - Hãng đĩa: SM Entertainment - Định dạng: CD, digital download              | — | — | —  | 11 | —  | — | - HQ: 88,469                           |              |
| Lucifer                                                                                 | - Ngày phát hành: July 19, 2010 - Re-released (Hello): October 4, 2010 - Hãng đĩa: SM Entertainment - Định dạng: CD, digital download                 | 1 | — | 14 | 7  | —  | — | - HQ: 262,527 - TW: 30,000             |              |
| Dream Girl – The Misconceptions of You                                                  | - Ngày phát hành: February 19, 2013 - Hãng đĩa: SM Entertainment - Định dạng: CD, digital download                                                    | 1 | — | 10 | 2  | 5  | 2 | - HQ: 316,795 - NB: 12,719             |              |
| Why So Serious? – The Misconceptions of Me                                              | - Ngày phát hành: April 26, 2013 - Hãng đĩa: SM Entertainment - Định dạng: CD, digital download                                                       | 1 | — | 8  | 6  | 5  | 1 | - HQ: 316,795 - NB: 12,719             |              |
| Odd                                                                                     | - Ngày phát hành: May 18, 2015 - Re-released (Married to the Music): August 3, 2015 - Hãng đĩa: SM Entertainment - Định dạng: CD, digital download    | 1 | — | 6  | 4  | 9  | 1 | - HQ: 279,612 - NB: 41,070 - Mỹ: 2,000 |              |
| 1 of 1                                                                                  | - Ngày phát hành: October 5, 2016 - Re-released (1 and 1): November 15, 2016 - Hãng đĩa: SM Entertainment - Định dạng: Cassette, CD, digital download | 1 | 5 | 11 | —  | 14 | 2 | - HQ: 252,831 - NB: 30,502             |              |
| The Story of Light                                                                      | - The Story of Light EP.1 - Ngày phát hành: May 28, 2018 - Hãng đĩa: SM Entertainment - Định dạng: CD, digital download                               | 1 | — | 7  | —  | 2  | 4 | - HQ: 311,452 - NB: 27,433 - Mỹ: 3,000 |              |
| The Story of Light                                                                      | - The Story of Light EP.2 - Ngày phát hành: June 11, 2018 - Hãng đĩa: SM Entertainment - Định dạng: CD, digital download                              | 1 | — | 8  | —  | 5  | 4 | - HQ: 311,452 - NB: 27,433 - Mỹ: 3,000 |              |
| The Story of Light                                                                      | - The Story of Light EP.3 - Ngày phát hành: June 25, 2018 - Hãng đĩa: SM Entertainment - Định dạng: CD, digital download                              | 2 | — | 18 | —  | 11 | 4 | - HQ: 311,452 - NB: 27,433 - Mỹ: 3,000 |              |
| Tiếng Nhật                                                                              | |   |   |    |    |    |   |                                        |              |
| The First                                                                               | - Ngày phát hành: December 7, 2011 - Hãng đĩa: EMI Music Japan - Định dạng: CD, digital download                                                      | 3 | — | 4  | 4  | —  | — | - NB: 122,585 - HQ: 8,254              | - RIAJ: Vàng |
| Boys Meet U                                                                             | - Ngày phát hành: June 26, 2013 - Hãng đĩa: EMI Records Japan, Universal Music Japan - Định dạng: CD, digital download                                | — | — | 2  | 10 | —  | — | - NB: 69,010                           | - RIAJ: Vàng |
| I'm Your Boy                                                                            | - Ngày phát hành: September 24, 2014 - Hãng đĩa: EMI Records Japan, Universal Music Japan - Định dạng: CD, digital download                           | 9 | — | 1  | 5  | —  | — | - NB: 56,342 - HQ: 3,662               |              |
| D×D×D                                                                                   | - Ngày phát hành: January 1, 2016 - Hãng đĩa: EMI Records Japan, Universal Music Japan - Định dạng: CD, digital download                              | — | — | 1  | 2  | —  | — | - NB: 61,263                           |              |
| Five                                                                                    | - Ngày phát hành: January 27, 2017 - Hãng đĩa: EMI Records Japan, Universal Music Japan - Định dạng: CD, digital download                             | — | — | 3  | 1  | —  | — | - NB: 82,514                           |              |
| "—" cho biết album không lọt vào bảng xếp hạng hoặc không được phát hành ở khu vực này. | |   |   |    |    |    |   |                                        |              |

### Album tuyển tập
| Tên                                                                                     | Thông tin chi tiết | Thứ hạng cao nhất | Thứ hạng cao nhất | Doanh số                 | Chứng nhận   |
| Tên                                                                                     | Thông tin chi tiết | HQ                | NB                | Doanh số                 | Chứng nhận   |
| --------------------------------------------------------------------------------------- | --- | ----------------- | ----------------- | ------------------------ | ------------ |
| The Misconceptions of Us                                                                | - Ngày phát hành: August 8, 2013 (HQ) - Hãng đĩa: SM Entertainment - Định dạng: CD, digital download                         | 4                 | 17                | - HQ: 54,999             |              |
| Shinee The Best From Now On                                                             | - Ngày phát hành: April 18, 2018 (NB) - Hãng đĩa: EMI Records Japan, Universal Music Japan - Định dạng: CD, digital download | —                 | 1                 | - NB: 95,916             | - RIAJ: Vàng |
| The Story of Light Epilogue                                                             | - Ngày phát hành: September 10, 2018 (HQ) - Hãng đĩa: SM Entertainment - Định dạng: CD, digital download                     | 1                 | 8                 | - HQ: 54,337 - NB: 6,448 |              |
| "—" cho biết album không lọt vào bảng xếp hạng hoặc không được phát hành ở khu vực này. | |                   |                   |                          |              |

### Album trực tiếp
| Tên                                                                                     | Thông tin chi tiết                                                                                      | Thứ hạng cao nhất | Thứ hạng cao nhất | Doanh số                 |
| Tên                                                                                     | Thông tin chi tiết                                                                                      | HQ                | NB                | Doanh số                 |
| --------------------------------------------------------------------------------------- | --- | ----------------- | ----------------- | ------------------------ |
| The 1st Concert Album "Shinee World"                                                    | - Ngày phát hành: February 1, 2012 (HQ) - Hãng đĩa: SM Entertainment - Định dạng: CD, digital download  | 2                 | 40                | - HQ: 33,202             |
| The 2nd Concert Album "Shinee World II"                                                 | - Ngày phát hành: April 2, 2014 (HQ) - Hãng đĩa: SM Entertainment - Định dạng: CD, digital download     | 5                 | 100               | - HQ: 10,282             |
| The 3rd Concert Album "Shinee World III"                                                | - Ngày phát hành: December 11, 2014 (HQ) - Hãng đĩa: SM Entertainment - Định dạng: CD, digital download | 3                 | —                 | - HQ: 14,304             |
| The 4th Concert Album "Shinee World IV"                                                 | - Ngày phát hành: April 22, 2016 (HQ) - Hãng đĩa: SM Entertainment - Định dạng: CD, digital download    | 6                 | 43                | - HQ: 12,000 - NB: 2,844 |
| "—" cho biết album không lọt vào bảng xếp hạng hoặc không được phát hành ở khu vực này. | |                   |                   |                          |

## Mini-album
| Tên                                                                                     | Thông tin chi tiết                                                                                                | Thứ hạng cao nhất | Thứ hạng cao nhất | Thứ hạng cao nhất | Thứ hạng cao nhất | Thứ hạng cao nhất | Doanh số      |
| Tên                                                                                     | Thông tin chi tiết                                                                                                | HQ                | NB                | ĐL                | Mỹ Heat           | Mỹ World          | Doanh số      |
| --------------------------------------------------------------------------------------- | --- | ----------------- | ----------------- | ----------------- | ----------------- | ----------------- | ------------- |
| Replay                                                                                  | - Ngày phát hành: May 22, 2008 (HQ) - Hãng đĩa: SM Entertainment - Định dạng: CD, digital download                | —                 | —                 | 17                | —                 | —                 | - HQ: 32,171  |
| Romeo                                                                                   | - Ngày phát hành: May 25, 2009 (HQ) - Hãng đĩa: SM Entertainment - Định dạng: CD, digital download                | —                 | —                 | 11                | —                 | —                 | - HQ: 29,589  |
| 2009, Year of Us                                                                        | - Ngày phát hành: October 22, 2009 (HQ) - Hãng đĩa: SM Entertainment - Định dạng: CD, digital download            | —                 | —                 | —                 | —                 | —                 | - HQ: 40,865  |
| Sherlock                                                                                | - Ngày phát hành: March 21, 2012 (HQ) - Hãng đĩa: SM Entertainment - Định dạng: CD, digital download              | 1                 | 13                | 3                 | 10                | 5                 | - HQ: 202,181 |
| Everybody                                                                               | - Ngày phát hành: October 14, 2013 (HQ) - Hãng đĩa: SM Entertainment, EMI Music - Định dạng: CD, digital download | 1                 | 7                 | 7                 | 20                | 2                 | - HQ: 150,161 |
| "—" cho biết album không lọt vào bảng xếp hạng hoặc không được phát hành ở khu vực này. | |                   |                   |                   |                   |                   |               |

## Đĩa đơn
| "Replay" (누난 너무 예뻐) | 2008 | —   | —  | — | —  | —  | —                |              | Replay                                     |
| "Love Like Oxygen" (산소 같은 너) | 2008 | —   | —  | — | —  | —  | —                |              | The Shinee World                           |
| "Amigo" (아.미.고) | 2008 | —   | —  | — | —  | —  | —                |              | The Shinee World                           |
| "Juliette" (줄리엣) | 2009 | —   | —  | — | —  | —  | —                |              | Romeo                                      |
| "Ring Ding Dong" | 2009 | —   | —  | — | —  | —  | —                |              | 2009, Year of Us                           |
| "JoJo" | 2009 | —   | —  | — | —  | —  | —                |              | 2009, Year of Us                           |
| "Lucifer" | 2010 | 2   | —  | — | —  | 3  | - HQ: 2,392,341+ |              | Lucifer                                    |
| "Hello" | 2010 | 7   | —  | — | —  | 3  | - HQ: 1,005,756  |              | Lucifer                                    |
| "Sherlock (Clue + Note)" | 2012 | 1   | 3  | — | —  | 4  | - HQ: 1,720,124  |              | Sherlock                                   |
| "Dream Girl" | 2013 | 1   | 3  | — | —  | 3  | - HQ: 942,747    |              | Dream Girl – The Misconceptions of You     |
| "Why So Serious?" | 2013 | 15  | 16 | — | —  | 6  | - HQ: 467,439    |              | Why So Serious? – The Misconceptions of Me |
| "Everybody" | 2013 | 1   | 15 | — | —  | 3  | - HQ: 452,465    |              | Everybody                                  |
| "View" | 2015 | 1   | —  | — | —  | 2  | - HQ: 724,659    |              | Odd                                        |
| "Married to the Music" | 2015 | 8   | —  | — | —  | —  | - HQ: 193,583    |              | Odd                                        |
| "1 of 1" | 2016 | 4   | —  | — | —  | 3  | - HQ: 235,410    |              | 1 of 1                                     |
| "Tell Me What to Do" | 2016 | 4   | —  | — | —  | 3  | - HQ: 130,428    |              | 1 of 1                                     |
| "Good Evening" (데리러가) | 2018 | 10  | 15 | — | 26 | 8  | —                |              | The Story of Light                         |
| "I Want You" | 2018 | 20  | 9  | — | 47 | 10 | —                |              | The Story of Light                         |
| "Our Page" (네가 남겨둔 말) | 2018 | 37  | 31 | — | 92 | —  | —                |              | The Story of Light                         |
| "Countless" (셀 수 없는) | 2018 | 74  | —  | — | 76 | —  | —                |              | The Story of Light                         |
| Tiếng Nhật |      |     |    |   |    |    |                  |              |                                            |
| "Replay (Kimi wa Boku no Everything)" | 2011 | —   | —  | 2 | 2  | —  | - NB: 91,000     | - RIAJ: Vàng | The First                                  |
| "Juliette" | 2011 | —   | —  | 3 | 3  | —  |                  |              | The First                                  |
| "Lucifer" | 2011 | —   | —  | 2 | 4  | —  |                  |              | The First                                  |
| "Sherlock" | 2012 | —   | —  | 2 | 4  | —  |                  |              | Boys Meet U                                |
| "Dazzling Girl" | 2012 | —   | —  | 2 | 2  | —  | - NB: 110,230    | - RIAJ: Vàng | Boys Meet U                                |
| "1000nen, Zutto Soba ni Ite..." | 2012 | —   | —  | 3 | 3  | —  |                  |              | Boys Meet U                                |
| "Fire" | 2013 | —   | —  | 5 | 7  | —  |                  |              | Boys Meet U                                |
| "Boys Meet U" | 2013 | —   | —  | 2 | 2  | —  | - NB: 124,729    | - RIAJ: Vàng | I'm Your Boy                               |
| "3 2 1" | 2013 | 161 | —  | 3 | 2  | —  |                  |              | I'm Your Boy                               |
| "Lucky Star" | 2014 | —   | —  | 3 | 2  | —  |                  |              | I'm Your Boy                               |
| "Your Number" | 2015 | —   | —  | 2 | 3  | —  | - NB: 134,391    | - RIAJ: Vàng | D×D×D                                      |
| "Sing Your Song" | 2015 | —   | —  | 5 | 5  | —  |                  |              | D×D×D                                      |
| "Kimi no Seide" | 2016 | —   | —  | 2 | 4  | —  |                  |              | FIVE                                       |
| "Winter Wonderland" | 2016 | —   | —  | 2 | 3  | —  | - NB: 96,412     | - RIAJ: Vàng | FIVE                                       |
| "Sunny Side" | 2018 | —   | —  | 4 | 5  | —  | - NB: 79,923     | - RIAJ: Vàng | Non-album single                           |
| "—" cho biết bài hát không lọt vào bảng xếp hạng hoặc không được phát hành ở khu vực này. Ghi chú: Billboard Korea K-Pop Hot 100 bắt đầu hoạt động vào tháng 8 năm 2011 và ngừng hoạt động vào tháng 7 năm 2014. |      |     |    |   |    |    |                  |              |                                            |

## Bài hát nhạc phim
| Tên | Năm  | Thứ hạng cao nhất | Thứ hạng cao nhất  | Thứ hạng cao nhất | Thứ hạng cao nhất    | Album                                      |
| Tên | Năm  | HQ Gaon Chart     | HQ Billboard K-Pop | NB Oricon Chart   | NB Billboard Hot 100 | Album                                      |
| --- | ---- | ----------------- | ------------------ | ----------------- | -------------------- | ------------------------------------------ |
| "Stand By Me" | 2009 | —                 | —                  | —                 | —                    | Boys Over Flowers OST Part 1               |
| "Bodyguard" | 2009 | —                 | —                  | —                 | —                    | Digital single for Boys Over Flowers       |
| "Countdown" | 2009 | —                 | —                  | —                 | —                    | Dream: Original Soundtrack                 |
| "Fly High" | 2010 | 38                | —                  | —                 | —                    | Prosecutor Princess OST Part 1             |
| "하루 (Haru)" | 2010 | 54                | —                  | —                 | —                    | Haru Original Soundtrack                   |
| "하루 (Haru)" (Rock version) | 2010 | —                 | —                  | —                 | —                    | Haru Original Soundtrack                   |
| "하루 (Haru)" (X-Mas Version feat. Oh Joon Sung) | 2010 | 72                | —                  | —                 | —                    | Haru Original Soundtrack Christmas Version |
| "Stranger" | 2011 | 27                | 63                 | —                 | —                    | Stranger OST                               |
| "Green Rain" | 2013 | 44                | 18                 | —                 | —                    | The Queen's Classroom OST Part 2           |
| "3 2 1" | 2013 | —                 | —                  | 3                 | 2                    | Tokyo Toybox OST                           |
| "—" cho biết bài hát không lọt vào bảng xếp hạng hoặc không được phát hành ở khu vực này. Ghi chú: Billboard Korea K-Pop Hot 100 bắt đầu hoạt động vào tháng 8 năm 2011 và ngừng hoạt động vào tháng 7 năm 2014. |      |                   |                    |                   |                      |                                            |

## Bài hát lọt vào bảng xếp hạng khác
| Tên | Năm       | Thứ hạng cao nhất | Thứ hạng cao nhất  | Thứ hạng cao nhất    | Thứ hạng cao nhất          | Album                                      |
| Tên | Năm       | HQ Gaon Chart     | HQ Billboard K-Pop | NB Billboard Hot 100 | Mỹ Billboard World Digital | Album                                      |
| Tiếng Hàn | Tiếng Hàn | Tiếng Hàn         | Tiếng Hàn          | Tiếng Hàn            | Tiếng Hàn                  | Tiếng Hàn                                  |
| --- | --------- | ----------------- | ------------------ | -------------------- | -------------------------- | ------------------------------------------ |
| "Obsession" | 2010      | 39                | —                  | —                    | —                          | Lucifer                                    |
| "Love Still Goes On" | 2010      | 56                | —                  | —                    | —                          | Lucifer                                    |
| "Up & Down" | 2010      | 58                | —                  | —                    | 18                         | Lucifer                                    |
| "Electric Heart'" | 2010      | 62                | —                  | —                    | —                          | Lucifer                                    |
| "Your Name" | 2010      | 63                | —                  | —                    | —                          | Lucifer                                    |
| "Quasimodo" | 2010      | 64                | —                  | —                    | —                          | Lucifer                                    |
| "A-Yo" | 2010      | 65                | —                  | —                    | —                          | Lucifer                                    |
| "Life" | 2010      | 69                | —                  | —                    | —                          | Lucifer                                    |
| "Ready or Not" | 2010      | 71                | —                  | —                    | —                          | Lucifer                                    |
| "Shout Out" | 2010      | 75                | —                  | —                    | —                          | Lucifer                                    |
| "Wowowow" | 2010      | 78                | —                  | —                    | —                          | Lucifer                                    |
| "Love Pain" | 2010      | 81                | —                  | —                    | —                          | Lucifer                                    |
| "One" | 2010      | 86                | —                  | —                    | —                          | Lucifer (Hello repackage)                  |
| "Get It" | 2010      | 110               | —                  | —                    | —                          | Lucifer (Hello repackage)                  |
| "Last Christmas" (Wham! cover) | 2011      | 133               | —                  | —                    | —                          | Winter SMTown – The Warmest Gift           |
| "Note" | 2012      | 18                | 49                 | —                    | —                          | Sherlock                                   |
| "Alarm Clock" | 2012      | 23                | 51                 | —                    | —                          | Sherlock                                   |
| "Clue" | 2012      | 24                | 53                 | —                    | —                          | Sherlock                                   |
| "Honesty" | 2012      | 26                | 55                 | —                    | —                          | Sherlock                                   |
| "Stranger" | 2012      | 27                | 63                 | —                    | —                          | Sherlock                                   |
| "The Reason" | 2012      | 31                | 66                 | —                    | —                          | Sherlock                                   |
| "Aside" | 2013      | 23                | 32                 | —                    | —                          | Dream Girl – The Misconceptions of You     |
| "Punch Drunk Love" | 2013      | 30                | 83                 | —                    | —                          | Dream Girl – The Misconceptions of You     |
| "Girls, Girls, Girls" | 2013      | 31                | 68                 | —                    | —                          | Dream Girl – The Misconceptions of You     |
| "Beautiful" | 2013      | 32                | 54                 | —                    | 22                         | Dream Girl – The Misconceptions of You     |
| "Hitchhiking" | 2013      | 36                | 91                 | —                    | —                          | Dream Girl – The Misconceptions of You     |
| "Spoiler" | 2013      | 37                | 97                 | —                    | 17                         | Dream Girl – The Misconceptions of You     |
| "Dynamite" | 2013      | 45                | —                  | —                    | 21                         | Dream Girl – The Misconceptions of You     |
| "Runaway" | 2013      | 48                | —                  | —                    | —                          | Dream Girl – The Misconceptions of You     |
| "Can't Leave" | 2013      | 100               | 87                 | —                    | —                          | Why So Serious? – The Misconceptions of Me |
| "Shine (Medusa I)" | 2013      | 100               | 80                 | —                    | —                          | Why So Serious? – The Misconceptions of Me |
| "Nightmare" | 2013      | 113               | 100                | —                    | —                          | Why So Serious? – The Misconceptions of Me |
| "Orgel" | 2013      | 115               | —                  | —                    | —                          | Why So Serious? – The Misconceptions of Me |
| "Like a Fire" | 2013      | 116               | 92                 | —                    | —                          | Why So Serious? – The Misconceptions of Me |
| "Evil" | 2013      | 121               | —                  | —                    | 21                         | Why So Serious? – The Misconceptions of Me |
| "Excuse Me Miss" | 2013      | 123               | —                  | —                    | —                          | Why So Serious? – The Misconceptions of Me |
| "Dangerous (Medusa II)" | 2013      | 127               | —                  | —                    | —                          | Why So Serious? – The Misconceptions of Me |
| "Selene 6.23" | 2013      | 9                 | 13                 | —                    | —                          | The Misconceptions of Us                   |
| "Better Off" | 2013      | 44                | 55                 | —                    | —                          | The Misconceptions of Us                   |
| "Symptoms" | 2013      | 12                | 57                 | —                    | 5                          | Everybody                                  |
| "Close the Door" | 2013      | 31                | 89                 | —                    | —                          | Everybody                                  |
| "One Minute Back" | 2013      | 32                | 90                 | —                    | —                          | Everybody                                  |
| "Colorful" | 2013      | 36                | 98                 | —                    | —                          | Everybody                                  |
| "Queen of New York" | 2013      | 37                | 95                 | —                    | —                          | Everybody                                  |
| "Destination" | 2013      | 42                | —                  | —                    | —                          | Everybody                                  |
| "Love Sick" | 2015      | 9                 | —                  | —                    | —                          | Odd                                        |
| "Odd Eye" | 2015      | 21                | —                  | —                    | —                          | Odd                                        |
| "An Encore" | 2015      | 26                | —                  | —                    | —                          | Odd                                        |
| "An Ode to You" | 2015      | 29                | —                  | —                    | —                          | Odd                                        |
| "Romance" | 2015      | 31                | —                  | —                    | —                          | Odd                                        |
| "Farewell My Love" | 2015      | 36                | —                  | —                    | —                          | Odd                                        |
| "Black Hole" | 2015      | 37                | —                  | —                    | —                          | Odd                                        |
| "Trigger" | 2015      | 39                | —                  | —                    | —                          | Odd                                        |
| "Woof Woof" | 2015      | 42                | —                  | —                    | —                          | Odd                                        |
| "Alive" | 2015      | 43                | —                  | —                    | —                          | Odd                                        |
| "Savior" | 2015      | 49                | —                  | —                    | —                          | Odd (Married to the Music repackage)       |
| "Hold You" | 2015      | 79                | —                  | —                    | —                          | Odd (Married to the Music repackage)       |
| "Chocolate" | 2015      | 80                | —                  | —                    | —                          | Odd (Married to the Music repackage)       |
| "Don't Let Me Go" | 2016      | 29                | —                  | —                    | —                          | 1 of 1                                     |
| "Prism" | 2016      | 52                | —                  | —                    | —                          | 1 of 1                                     |
| "Feel Good" | 2016      | 69                | —                  | —                    | —                          | 1 of 1                                     |
| "Lipstick" | 2016      | 76                | —                  | —                    | —                          | 1 of 1                                     |
| "Shift" | 2016      | 77                | —                  | —                    | —                          | 1 of 1                                     |
| "So Amazing" | 2016      | 78                | —                  | —                    | —                          | 1 of 1                                     |
| "Don't Stop" | 2016      | 80                | —                  | —                    | —                          | 1 of 1                                     |
| "U Need Me" | 2016      | 85                | —                  | —                    | —                          | 1 of 1                                     |
| "Wish Upon a Star" | 2016      | 84                | —                  | —                    | —                          | 1 of 1 (1 and 1 repackage)                 |
| "Beautiful Life" | 2016      | 86                | —                  | —                    | —                          | 1 of 1 (1 and 1 repackage)                 |
| "All Day All Night" | 2018      | 93                | —                  | —                    | —                          | The Story of Light EP.1                    |
| "You & I" | 2018      | 100               | —                  | —                    | —                          | The Story of Light EP.1                    |
| "Lock You Down" | 2018      | 95                | 19                 | —                    | —                          | The Story of Light EP.3                    |
| Tiếng Nhật |           |                   |                    |                      |                            |                                            |
| "To Your Heart" | 2011      | —                 | —                  | 67                   | —                          | The First                                  |
| "Breaking News" | 2013      | 171               | —                  | 52                   | —                          | Boys Meet U                                |
| "—" cho biết bài hát không lọt vào bảng xếp hạng hoặc không được phát hành ở khu vực này. Ghi chú: Billboard Korea K-Pop Hot 100 bắt đầu hoạt động vào tháng 8 năm 2011 và ngừng hoạt động vào tháng 7 năm 2014. |           |                   |                    |                      |                            |                                            |

## Danh sách video

### Album video
| Tên                                                                                     | Thông tin chi tiết                                                                                              | Thứ hạng cao nhất | Thứ hạng cao nhất | Doanh số     |
| Tên                                                                                     | Thông tin chi tiết                                                                                              | HQ                | NB                | Doanh số     |
| Tiếng Nhật                                                                              | Tiếng Nhật | Tiếng Nhật        | Tiếng Nhật        | Tiếng Nhật   |
| --------------------------------------------------------------------------------------- | --- | ----------------- | ----------------- | ------------ |
| Shinee World                                                                            | - Ngày phát hành: January 11, 2012 - Hãng đĩa: SM Entertainment, EMI Music Japan - Định dạng: DVD               | —                 | 2                 | - NB: 46,283 |
| Shinee World 2012                                                                       | - Ngày phát hành: December 12, 2012 - Hãng đĩa: EMI Music Japan - Định dạng: DVD, Blu-ray                       | —                 | 2                 | - NB: 50,693 |
| Shinee World 2013                                                                       | - Ngày phát hành: April 2, 2014 - Hãng đĩa: EMI Records Japan - Định dạng: DVD, Blu-ray                         | —                 | 1                 | - NB: 35,025 |
| SHINee WORLD 2014 ～I'm Your Boy～ Special Edition in TOKYO DOME                        | - Ngày phát hành: July 1, 2015 - Hãng đĩa: EMI Records Japan - Định dạng: DVD, Blu-ray                          | —                 | 1                 | - NB: 64,872 |
| VISUAL MUSIC by SHINee ～music video collection                                         | - Ngày phát hành: June 29, 2016 - Hãng đĩa: EMI Records Japan, S.M.Entertainment - Định dạng: DVD, Blu-ray      | —                 | 3                 | - NB: 23,571 |
| SHINee WORLD 2016～D×D×D～ Special Edition in TOKYO DOME                                | - Ngày phát hành: September 28, 2016 - Hãng đĩa: EMI Records Japan, S.M.Entertainment - Định dạng: DVD, Blu-ray | —                 | 2                 | - NB: 68,699 |
| SHINee WORLD THE BEST 2018 ～FROM NOW ON～ in TOKYO DOME                                | - Ngày phát hành: June 27, 2018 - Hãng đĩa: EMI Records Japan, S.M.Entertainment - Định dạng: DVD, Blu-ray      | —                 | 3                 | - NB: 71,577 |
| Tiếng Hàn                                                                               | |                   |                   |              |
| SHINee – The 1st Concert "SHINee World"                                                 | - Ngày phát hành: August 8, 2012 - Hãng đĩa: S.M. Entertainment - Định dạng: DVD                                | —                 | —                 | —            |
| SHINee – The 2nd Concert "SHINee World II" in Seoul                                     | - Ngày phát hành: June 20, 2014 - Hãng đĩa: S.M. Entertainment - Định dạng: DVD                                 | —                 | —                 | —            |
| SHINee – The 3rd Concert "SHINee World III" in Seoul                                    | - Ngày phát hành: April 24, 2015 - Hãng đĩa: S.M. Entertainment - Định dạng: DVD                                | —                 | —                 | —            |
| SHINee – The 4th Concert "SHINee World IV"                                              | - Ngày phát hành: June 16, 2016 - Hãng đĩa: S.M. Entertainment - Định dạng: DVD, Blu-Ray                        | —                 | —                 | —            |
| SHINee – The 5th Concert "SHINee World V" in Seoul                                      | - Ngày phát hành: March 14, 2017 - Hãng đĩa: S.M. Entertainment - Định dạng: DVD                                | —                 | —                 | —            |
| "—" cho biết album không lọt vào bảng xếp hạng hoặc không được phát hành ở khu vực này. | |                   |                   |              |

### Video âm nhạc
| Năm                             | Tên                                   | Đạo diễn                 |
| Tiếng Hàn                       | Tiếng Hàn                             | Tiếng Hàn                |
| ------------------------------- | ------------------------------------- | ------------------------ |
| 2008                            | "Replay – Noona Is So Pretty"         | Không biết               |
| 2008                            | "Sanso Gateun Neo (Love Like Oxygen)" | Lee Sang-gyu             |
| 2008                            | "A.Mi.Go (Amigo)"                     | Cheon Hyuk-jin           |
| 2009                            | "Juliette"                            | Lee Sang-kyu             |
| 2009                            | "Ring Ding Dong"                      | Cho Soo-hyun             |
| 2010                            | "Lucifer"                             | Cho Soo-hyun             |
| 2010                            | "Hello"                               | Hong Won-ki              |
| 2012                            | "Sherlock (Clue + Note)"              | Cho Soo-hyun             |
| 2013                            | "Dream Girl"                          | Wonmoe S. Oroshi         |
| 2013                            | "Why So Serious?"                     | Cho Soo-hyun             |
| 2013                            | "Everybody"                           | Jang Jae-hyuk            |
| 2013                            | "Colorful"                            | Không biết               |
| 2015                            | "View"                                | Shin Hee-won             |
| 2015                            | "Married to the Music"                | Shin Hee-won             |
| 2016                            | "1 of 1"                              | Chung Jin-soo            |
| 2016                            | "Tell Me What To Do"                  | Kim Woo-je               |
| 2018                            | "Good Evening"                        | Shin Hee-won             |
| 2018                            | "I Want You"                          | Shin Hee-won             |
| 2018                            | "Our Page"                            | Shin Hee-won             |
| 2018                            | "Countless"                           | Không biết               |
| Tiếng Nhật                      |                                       |                          |
| 2011                            | "Replay -You Are My Everything-"      | Lee Sang-kyu             |
| 2011                            | "Juliette"                            | Cho Soo-hyun             |
| 2011                            | "Lucifer"                             | Hong Won-ki              |
| 2012                            |                                       |                          |
| "Sherlock"                      | Cho Soo-hyun                          |                          |
| "Dazzling Girl"                 | Hideaki Sunaga                        |                          |
| "1000nen, Zutto Soba ni Ite..." | Okita Masaki                          |                          |
| 2013                            | "Fire"                                | Sueyoshi Nobb            |
| 2013                            | "Breaking News"                       | Hideaki Sunaga           |
| 2013                            | "Boys Meet U"                         | Takashi Inoue            |
| 2013                            | "Everybody"                           | Jang Jae-hyeok           |
| 2013                            | "3 2 1"                               | Shoichi "DAVID" Haruyama |
| 2014                            | "Lucky Star"                          | Tsuyoshi Inoue           |
| 2014                            | "Downtown Baby"                       | Không biết               |
| 2015                            | "Your Number"                         | Hong Won-ki              |
| 2015                            | "Sing Your Song"                      | Takehisa Masaki          |
| 2015                            | "D×D×D"                               | Hideaki Sunaga           |
| 2016                            | "Kimi no Seide"                       | Choku                    |
| 2016                            | "Winter Wonderland"                   | Hideaki Sunaga           |
| 2017                            | "Get The Treasure"                    | Daisuke "NINO" Ninomiya  |
| 2018                            | "Sunny Side"                          | Peanuttart               |

### Video lời bài hát
| Năm  | Tên          | Ghi chú |
| ---- | ------------ | --- |
| 2013 | "Symptoms"   | First official lyric video release for Shinee's b-side single from the fifth EP, Everybody                                                  |
| 2018 | "Every Time" | Official lyric for the promotional song from Shinee's first Japanese compilation, Shinee The Best From Now On                               |
| 2018 | "Our Page"   | Official lyric video, for the title track of The Story of Light EP.3, released on SM's real-time, multi-live broadcasting platform !t Live. |
| 2018 | "Tonight"    | Official lyric video, from The Story of Light EP.3, also released on !t Live.                                                               |

### Video khác
| Năm  | Tên          | Ghi chú |
| ---- | ------------ | --- |
| 2009 | "Bodyguard"  | Video quảng bá cho Samsung Anycall and drama Boys Over Flowers.                                                    |
| 2009 | "Countdown"  | Video quảng bá cho drama Dream.                                                                                    |
| 2010 | "Fly High"   | Video quảng bá cho drama Prosecutor Princess.                                                                      |
| 2010 | "Haru"       | Video quảng bá cho web-drama Haru.                                                                                 |
| 2010 | "Obsession"  | Video quảng bá cho film The Warrior's Way.                                                                         |
| 2013 | "Green Rain" | Video quảng bá cho drama The Queen's Classroom. Shinee makes appearance practicing choreography with cast members. |